# Arna-Bjørnar Fotball
L'Arna-Bjørnar Fotball Kvinner, o semplicemente Arna-Bjørnar, è una squadra di calcio femminile norvegese, sezione di calcio femminile della società polisportiva Arna-Bjørnar Allianse Idrettslag con sede a con sede ad Arna, uno degli otto quartieri di Bergen, città costiera della contea di Vestland, nella regione di Vestlandet.
Fondata nel 2000 con la fusione di due precedenti realtà sportive, Arna T.I.L e Bjørnar IL, venne iscritta alla Toppserien, massimo livello del campionato nazionale femminile, già dalla sua prima stagione, 2001, militandovi per tutte le stagioni tranne la 2005, che giocò in 1. divisjon per vincere subito il campionato cadetto e ritornare da allora in Toppserien.
I massimi risultati raggiunti nella sua storia sportiva sono, al 2024, cinque terzi posti in campionato, nelle stagioni 2001, 2012, 2013, 2014 e Toppserien, raggiungendo inoltre per cinque volte le semifinali di Coppa di Norvegia.

## Palmarès

### Altri piazzamenti
- Campionato norvegese:

Terzo posto: 2001, 2012, 2013, 2014, 2018
- Coppa di Norvegia:

Finalista: 2002

## Organico

### Rosa 2017
Rosa e numeri di gara della rosa per la stagione 2017 aggiornati al 4 ottobre 2017 e tratti dal sito della federazione norvegese.
| N. |                        | Ruolo | Calciatrice               |
| -- | ---------------------- | ----- | ------------------------- |
| 1  | Stati Uniti (bandiera) | P     | Alyssa Giannetti          |
| 3  | Norvegia (bandiera)    | D     | Helene Gloppen            |
| 5  | Norvegia (bandiera)    | D     | Ingrid Østervold Stenevik |
| 6  | Norvegia (bandiera)    | C     | Vilde Bøe Risa (Capitano) |
| 7  | Norvegia (bandiera)    | C     | Elise Isolde Stenevik     |
| 8  | Norvegia (bandiera)    | C     | Andrine Mo                |
| 9  | Norvegia (bandiera)    | C     | Karoline Heimvik Haugland |
| 10 | Norvegia (bandiera)    | C     | Maria Dybwad Brochmann    |
| 11 | Norvegia (bandiera)    | C     | Emma Shane Fletcher       |
| 13 | Norvegia (bandiera)    | D     | Cecilie Redisch Kvamme    |
| 14 | Norvegia (bandiera)    | C     | Lisa Fjeldstad Naalsund   |

| N. |                           | Ruolo | Calciatrice              |
| -- | ------------------------- | ----- | ------------------------ |
| 15 | Norvegia (bandiera)       | A     | Amalie Vevle Eikeland    |
| 16 | Norvegia (bandiera)       | A     | Ine Marie Thoresen Wedaa |
| 17 | Norvegia (bandiera)       | C     | Rikke Bogetveit Nygard   |
| 18 | Norvegia (bandiera)       | A     | Ingrid Altermark         |
| 19 | Norvegia (bandiera)       | A     | Emilie Nautnes           |
| 20 | Norvegia (bandiera)       | D     | Kristin Jondahl Risnes   |
| 21 | Norvegia (bandiera)       | C     | Thea Bjelde              |
| 22 | Norvegia (bandiera)       | P     | Sandra Stavenes          |
| 26 | Norvegia (bandiera)       | P     | Guro Pettersen           |
| 29 | Costa d'Avorio (bandiera) | A     | Josée Nahi               |